# Ourschleife/Falkenstein
Das Naturschutzgebiet Ourschleife/Falkenstein liegt im Eifelkreis Bitburg-Prüm in Rheinland-Pfalz. Das etwa 270 ha große Gebiet, das im Jahr 1984 unter Naturschutz gestellt wurde, erstreckt sich südwestlich und südöstlich der Ortsgemeinde Waldhof-Falkenstein entlang der Our. Am Rand des Gebietes verläuft die Staatsgrenze zu Luxemburg. Östlich verläuft die Landesstraße L 1.
Zweck der Unterschutzstellung ist die Erhaltung
- des Laubwaldökosystems mit seiner gut ausgeprägten Vegetationszonierung und dem herausragenden Insektenreichtum sowie der mosaikartig verzahnten Trockenrasen- und Heideflächen mit ihren typischen Lebensgemeinschaften,
- der natürlichen Bachläufe mit ihrer Flora und Fauna,
- des landschaftsprägenden Charakters der Ourschleife.